# 赵今麦
赵今麦（2002年9月29日—），遼寧省瀋陽市人，中国女演员。畢業于中央戏剧学院。2010年出演电视剧《不能没有娘》出道。后陆续参演《巴啦啦小魔仙》系列和电视剧《小别离》、《我的！体育老师》等影视作品，并开始获得知名度。2019年，主演的电影《流浪地球》和电视剧《少年派》、《初恋那件小事》播出，同年入选福布斯30岁以下精英榜。2022年，主演的电影《一周的朋友》、网剧《开端》、电视剧《少年派2》相继播出，人气热度急升。

## 生平
2002年9月29日，出生于辽宁省沈阳市。赵今麦先后就读于岐山路第一小学、沈阳市南昌中学、和沈阳市第二中学。
2020年7月23日，赵今麦获得中央戏剧学院录取通知，以文化课和专业课双双第一的成绩考入中央戏剧学院表演系，成为中央戏剧学院2020级话剧影视表演本科班的学生。
2024年6月12日，赵今麦从中央戏剧学院毕业，获得学士学位。

## 演艺经历

### 早年经历
幼时的赵今麦参加了沈阳日报举办的儿童表演班，师从郭丽敏老师。在那期间，由于其良好表现，获得了一系列舞台表演的机会，参加了沈阳日报60周年庆文艺演出（2008），辽宁省庆祝建国60周年“花儿朵朵”演出季（2009），和儿童音乐剧《安徒生》（2009）等。此外，赵今麦还是沈阳晚报Super少年小记者团的成员。中学期间，她亦曾参与拍摄《英语街》初中版等杂志的封面。

### 2010年至2015年
赵今麦的萤幕首秀是在由黄净伟执导，何琳、王韦智主演的《不能没有娘》（2012）中饰演的想弟。随后，又参演了郑国霖、杨恭如主演的《当人心遇上仁心》（2013）（又名《香木虎》）。尽管在这两部传统电视剧中戏份较少，但赵今麦由此积累了片场经验，为其后续的演艺生涯打下基础。2013年，她还在辽宁广播电视台青少频道原创的儿童系列栏目短剧《走进我家》第一期中出演，亦于中央少儿频道《异想天开》节目中出演微电影《羊驼历险记》。2014年起，接替孙侨潞和周利书在巴啦啦小魔仙系列影视作品中出演凌美琪，共出演三部，包括电影《巴啦啦小魔仙之魔法的考验》（2014）、电视剧《巴啦啦小魔仙之音符之谜》（2015）和电影《巴啦啦小魔仙之魔箭公主》（2015）。

### 2016年至2019年
从2015年起，赵今麦开始获得在传统家庭剧和校园剧中主演的机会，其中饰演了多个深入人心的女儿形象，一度在网络上被称作“国民女儿”。在家庭剧《小别离》（2016）中饰演初三学生金琴琴。随后，她参演了由张嘉益、王晓晨主演的电影《我的！体育老师》（2017）饰演马克（张嘉益饰）的女儿玛莉，参演了电视剧《爱是欢乐的源泉》（2018）饰演张红星（王耀庆饰）的女儿张瞳。在同年上映的电影《快把我哥带走》（2018）中，赵今麦饰演苗妙妙。
2019年是赵今麦的收获之年。开年，历经坎坷的电影《流浪地球》（2019）于春节档上映，最终获得47亿的中国内地票房，成为内地影史票房第五的电影。作为该电影的女主角，尽管受到了一定的有关其演技的争议，但赵今麦仍然获得了很大的知名度。同年暑期档，赵今麦第二次饰演张嘉益的女儿，主演电视剧《少年派》（2019），该剧最终成为播出时段至收视率第一，当年电视剧收视率第三。这两部作品使得赵今麦人气大涨，从此开始逐渐获得领衔主演的机会。此外，她与赖冠霖共同主演的校园偶像剧《初恋那件小事》（2019）亦于同年播出。

### 2019年至今
伴随着签约经纪公司懂得文化，成立工作室，赵今麦开始有意识地远离童星的形象。2019年底参加了爱奇艺制播的网络综艺《潮流合伙人》第一季，与吴亦凡、潘玮柏、Angelababy 和福克斯共同担任常驻嘉宾，在日本東京原宿经营一间潮牌店Fourtry。自2020年起，赵今麦开始尝试各种不同类型的电视剧，陆续主演了追凶悬疑剧《重生》（2020）饰演黑帮老大的妹妹陈蕊，古装奇幻剧《玲珑》（2021）饰演蕴藏神灵之力的火屠玲珑，和都市情感剧《爱的理想生活》（2021）饰演追求漫画梦想的温小阳。与她在2019年的时运不同，这三部剧集或是由于剧情缺陷，或是由于赵今麦出演的角色性格问题，并未对她的形象和知名度起到太多正面作用。除此之外，赵今麦还参演了抗击新冠疫情献礼单元剧《在一起》（2021）。
2022年是赵今麦的又一个收获之年。开年，赵今麦与白敬亭领衔主演的时间循环题材网剧《开端》（2022）爆火，播出期间收获300多个热搜，集均播放量超过1.5亿次，其饰演的角色李诗情感性、善良，收获观众的喜爱。随后，先前大热作品《少年派》（2019）之续集《少年派2》（2022）登陆湖南卫视和芒果TV暑期档，赵今麦第三次饰演张嘉益的女儿。7月1日，主演的校园电影《一周的朋友》（2022）上映；同年，赵今麦亦在湖南卫视综艺《花儿与少年4·露营季》中担任常驻嘉宾。
2024年2月2日，與吳磊領銜主演的都市偶像劇《在暴雪時分》於東方衛視及騰訊視頻共同播出。6月26日，與張凌赫領銜主演的古裝輕喜劇《度華年》在優酷全網獨播，开播首日即成为优酷2024年开播首日热度最高的剧集。

## 影视作品

### 电影
| 上映年份 | 电影名                   | 角色   | 备注                                       |
| 2013年   | 羊驼历险记               | 媛媛   | 微电影，中央少儿频道《异想天开》节目中播出 |
| 2014年   | 巴啦啦小魔仙之魔法的考验 | 凌美琪 | [ 4 ]                                      |
| 2015年   | 巴啦啦小魔仙之魔箭公主   | 凌美琪 | [ 5 ]                                      |
| 2018年   | 快把我哥带走             | 苗妙妙 | [ 6 ]                                      |
| 2019年   | 流浪地球                 | 韩朵朵 | [ 7 ]                                      |
| 2019年   | 小轿车                   | 丽丽   | 2015年拍摄                                 |
| 2022年   | 一周的朋友               | 林湘之 | [ 9 ]                                      |
| 2022年   | 你是我的春天             | 赵小麦 | [ 10 ]                                     |

### 电视剧/网络剧
| 首播年份 | 剧名                   | 角色     | 备注               |
| 2012年   | 不能没有娘             | 想弟     |                    |
| 2013年   | 当人心遇上仁心         | 小三丫   |                    |
| 2013年   | 走进我家               | 小气鬼   | 單元《我要当明星》 |
| 2015年   | 巴啦啦小魔仙之音符之谜 | 凌美琪   | [ 11 ]             |
| 2016年   | 小别离                 | 金琴琴   | [ 12 ]             |
| 2017年   | 我的！体育老师         | 马莉     |                    |
| 2017年   | 爱是欢乐的源泉         | 张瞳     |                    |
| 2019年   | 少年派                 | 林妙妙   |                    |
| 2019年   | 初戀那件小事           | 夏淼淼   |                    |
| 2020年   | 重生                   | 陈蕊     | 网络剧             |
| 2020年   | 在一起                 | 荣意     | 單元《同行》       |
| 2021年   | 玲珑                   | 火屠玲珑 | 网络剧             |
| 2021年   | 爱的理想生活           | 温小阳   |                    |
| 2022年   | 开端                   | 李诗情   | 网络剧             |
| 2022年   | 少年派2                | 林妙妙   | [ 16 ]             |
| 2023年   | 那些回不去的年少时光   | 罗琦琦   | 网络剧             |
| 2024年   | 在暴雪时分             | 殷果     | [ 17 ]             |
| 2024年   | 度华年                 | 李蓉     | 网络剧             |
| 2025年   | 漂白                   | 甄珍     |                    |
| 2025年   | 樱桃琥珀               | 林其乐   |                    |
| 待播     | 骄阳似我               | 聂曦光   |                    |
| 待播     | 无可替代               | 徐迟     |                    |

### 综艺节目
| 播出日期                    | 頻道     | 節目名稱               | 備註                                                  |
| 2019年12月6日－2020年3月6日 | 愛奇藝   | 《潮流合伙人》         | 固定成員，另有延伸节目《潮流OOTD》、《下班啦!合伙人》 |
| 2022年6月10日－2022年9月2日 | 湖南衛視 | 《花儿与少年4·露营季》 | 固定成員                                              |

### 晚會演出
| 播出日期       | 頻道             | 節目名稱                                     | 備註                               |
| 2020年10月16日 | 湖南衛視         | 《2020第13届金鹰电视艺术节开幕式暨文艺晚会》 | 與周奇合唱《少年派的小欢喜》       |
| 2023年1月19日  | 中央广播电视总台 | 《2023年中央广播电视总台春节联欢晚会》       | 與凤凰传奇、董宝石合唱《新春蹦蹦》 |

## 奖项
| 年份   | 颁奖典礼                   | 奖项                       | 作品       |
| 2019年 | 国剧盛典                   | 青春演绎新生代             | 《少年派》 |
| 2022年 | 第35届华语百强电视剧华鼎奖 | 当代题材电视剧最佳女主角奖 | 《开端》   |